# Sarcófagos de Carajía
Los Sarcófagos de Carajía, o Karajía, son un conjunto de sarcófagos o ataúdes según la tradición funeraria de los grupos culturales Luya y Chillaos en Perú, de hasta 2,50 m de alto con formas humanas. Fueron encontrados en el barranco de Karajía cerca del asentamiento Cruzpata en el Distrito de Trita, Provincia de Luya del Departamento de Amazonas en 1985 por el arqueólogo peruano Federico Kauffmann Doig gracias a las referencias proporcionadas por Carlos Torres Mas.

## Indicios
La costumbre de los Grupos Culturales "Luya y Chillaos" de usar sarcófagos para enterrar a sus muertos, ataúdes cuya forma sigue el contorno de la figura humana, fue mencionada en el Mercurio Peruano en 1791. Esto llamó la atención de Louis Langlois (1939) y de los arqueólogos Henry y Paule Reichlen (1950). Después de ellos, esta particularidad de funeraria recibió poca atención de los estudiosos. Una expedición conducida por Federico Kauffmann Doig, en 1985, logró localizar, en el sitio de Karajía, el más importante grupo de sarcófagos hasta entonces conocido, el cual permanecía intacto.

## Descripción

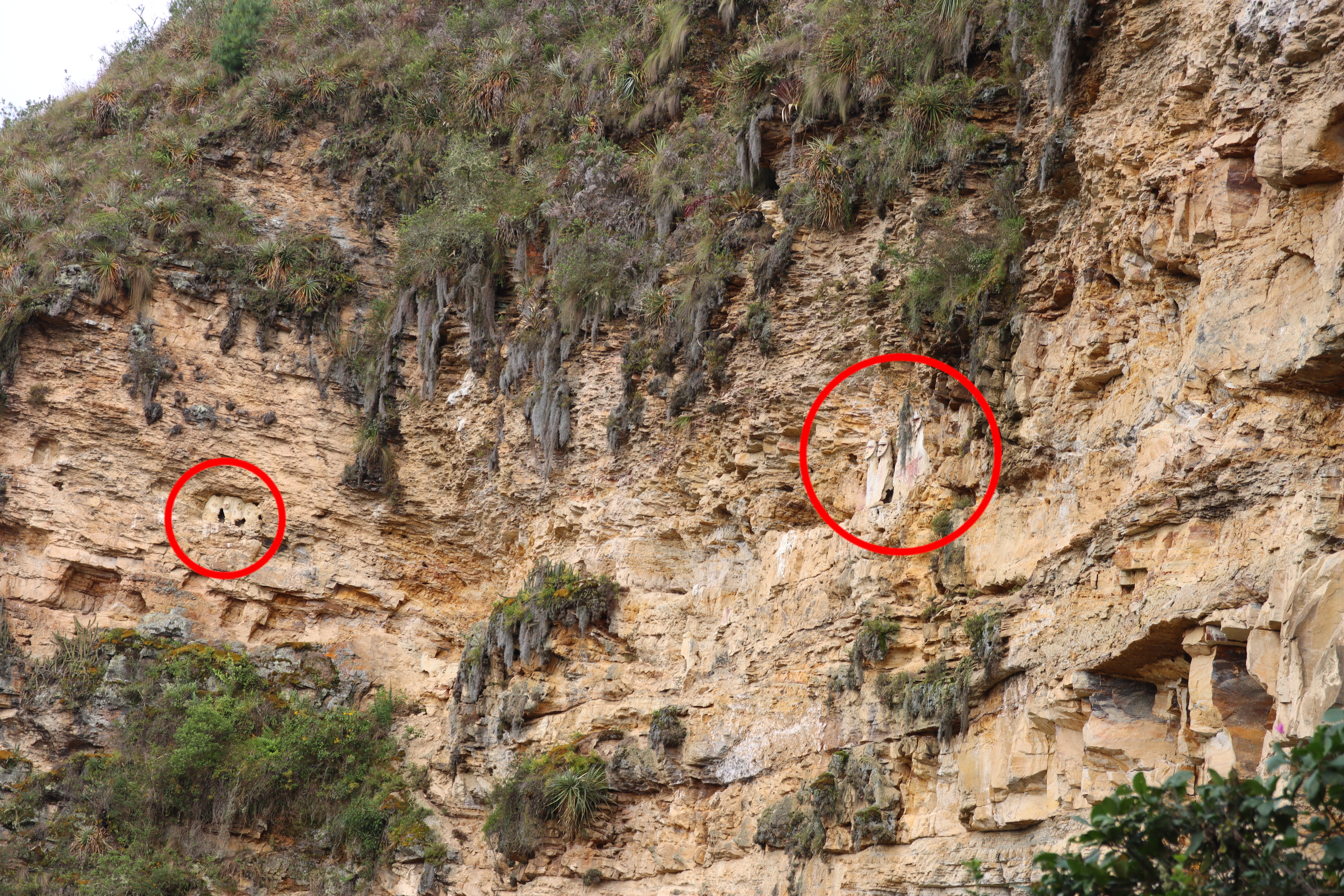
Posición de algunos sarcófagos en el barranco

Los sarcófagos de Karajía son únicos en su género por su tamaño colosal, ya que llegan hasta los 2,50 metros de alto y por su cuidadosa elaboración. El hecho de que estuvieran emplazados en lo alto de un barranco de difícil acceso, ha permitido que se conserven a respaldo de manos extrañas y de depredadores.
Gracias al apoyo prestado por miembros del Club Andino Peruano, a los arqueólogos les fue posible escalar 24,00 metros de pared rocosa vertical y acceder a la gruta donde están emplazados los sarcófagos, que se encontraba más de 200,00 metros del fondo de la quebrada. Karajía-1 está constituido por siete sarcófagos. El tercero se derrumbó probablemente durante el sismo de 1928, desapareciendo en el abismo. Como quiera que los sarcófagos están lateralmente unidos unos a otros, el que se desplomó abrió forados en los costados de los contiguos. Este hecho permitió reconocer en detalle el contenido de estos sarcófagos y determinar el de los restantes, que de esta manera no tuvieron que ser violentados y permanecen intactos. En el interior del sarcófago abierto se encontraba una momia, sentada sobre un pellejo y envuelta en telas mortuorias. Objetos de cerámica y ofrendas diversas acompañaban al difunto. La datación obtenida por radiocarbono al analizar los restos orgánicos, ofreció la fecha de 1460 d. C. Roedores y aves de rapiña habían alterado el contexto del entierro. El otro sarcófago estaba vacío por haber sido carcomido y retiradas del lugar la momia y sus pertenencias. Los sarcófagos están conformados por grandes cápsulas antropomorfas hechas de arcilla mezclada con ramas pequeñas y piedras, aplicada sobre una estructura de cañas o ramas. Solamente la cabeza y parte del pecho son compactos. Tanto cuerpo como cabeza están decorados con pintura roja de dos tonos, aplicada sobre una base blanca.
Se considera que estos sarcófagos son evocaciones de la forma típica del fardo funerario costeño y cordillerano correspondiente al período Huari. En efecto, en uno como en otro caso, la forma antropomorfa ha sido dada solamente en cuanto al contorno del cuerpo humano, sin que se evidencien las formas correspondientes a las extremidades. Hay que remarcar que la cabeza del sarcófago ha recibido tratamiento escultórico, y que el rostro es el resultado de copias en arcilla de máscaras funerarias originalmente hechas de una tabla recortada en forma de media luna para representar la mandíbula.

## Semejanzas culturales
Los rostros de los monolitos de Recuay, de los cuchimilcos de Chancay y aún el del ser representado en el tumi de Lambayeque, tienen en común con las figuras representadas en los sarcófagos de Carajía la característica de una mandíbula prominente.
Otros varios grupos de sarcófagos, como los de Tingorbamba y Chipuric, presentes en las inmediaciones de la comarca, han sido prolijamente documentadas por las expediciones Antisuyo. Estas expediciones estuvieron dirigidas por Federico Kauffmannn Doig y por Gían Carlo Ligabue.